# Beyhadh
Beyhadh (en hindi: बेहद y en inglés: Limitless) es una telenovela india de suspenso y romance, que se estrenó el 11 de octubre de 2016 en Sony TV. Narra la vida de Maya Mehrotra y cómo su camino se cruza con Arjun y Saanjh cuando decide reescribir su destino. Fue protagonizada por Jennifer Winget, Kushal Tandon y Aneri Vajani y con la participación antagónica de Rajesh Khattar.

## Reparto

### Principal
- Jennifer Winget como Maya Mehrotra.
- Kushal Tandon como Arjun Sharma.
- Aneri Vajani como Saanjh Mathur.

### Recurrente
- Sumit Bhardwaj como Ayaan Sharma.
- Kavita Ghai como Jhanvi Mehrotra.
- Vibha Bhagat como Suman Mathur.
- Rakshit Wahi como Shubh Mathur.
- Piyush Sahdev como Rajeev Randhawa/Samay Ahuja.
- Swati Shah como Vandana Sharma.
- Imran Khan como Prem Mathur.
- Rajesh Khattar como Ashwin Mehrotra .
- Yahvi Dubey como Maya Mehrotra (niña).
- Sharad Vyas como Sr. Malkhani
- Shraddha Jaiswal como vecino de Maya.
- Vaishnavi Dhanraj como Pooja.
- Kiran Srinivas como Jeetendra Kumar Srivastav.

## Episodios
| Temporada | Temporada | No. de Episodios | Emisión original      | Emisión original      |
| Temporada | Temporada | No. de Episodios | Primera emisión       | Última emisión        |
| --------- | --------- | ---------------- | --------------------- | --------------------- |
|           | 1         | 115              | 11 de octubre de 2016 | 20 de marzo de 2017   |
|           | 2         | 73               | 21 de marzo de 2017   | 30 de junio de 2017   |
|           | 3         | 85               | 3 de julio de 2017    | 27 de octubre de 2017 |

## Emisión internacional
- En la India, además de su emisión original en Hindi, también fue emitida en otros idiomas:
  - En Tamil en Polimer TV (2018) como Maya
  - En Cingalés en TV Derana (2017-2018) como Obath Mamath Eyath (මමත් ඇයත්)
  - En Malayalam en Surya TV (2017-2018) como Premam
  - En Telugu en Gemini TV (2017) como Nuvvu Naaku Nachav
- En Bolivia desde agosto de 2020 por Red Uno.
- Corea del Sur: MBC como 극도 로
- Costa Rica: Teletica como Beyhadh: un amor sin límites (2020)
- Ecuador: Oromar Televisión (2019)
- Mauricio: MBC Digital 4
- Perú: Panamericana Televisión como Beyhadh: Un amor sin límites. (2019, 2020)
- Tailandia: MONO 29 como าง มากมาย
- Vietnam: VTVCab 1 Giai Tri TV como Vô cùng
- Ecuador Ecuavisa (Desde febrero de 2022 hasta julio de 2022)